# 栃津川
栃津川（とちづがわ）は、富山県中新川郡立山町などを流れる二級水系白岩川水系の河川。流長16.7㎞、流域面積36km2、平均河床勾配60分の1の急流河川である。

## 河川概要
立山町座主坊を水源とし、岩峅寺付近で常願寺川扇状地の東緑を北流。途中右支流黒谷川、左支流高野川ほか3用排水を合わせ、立山町泉・上市町新清水地区で白岩川に合流する。灌漑用水としても利用されている。
河川の断面積が狭く、途中で屈曲が激しいので、出水による被害が度々発生した。1969年（昭和44年）の出水を機に、1973年（昭和48年）から中小河川改修事業に着手している。

## 地質
山間部は新第三紀岩稲累層の火砕岩、平野部は常願寺川の段丘または扇状地堆積物上を流れる。

## 自然
流域内面積では水田が48%を占め、森林植生は52%であった。森林植生内ではコナラ・アカマツ林が26%、スギ植林が15%、ブナ・ミズナラ林が11%であった。
魚類では勾配が緩いことからコイ科が5種と多く発見された。県内で記録の少ないものではゴクラクハゼ、とカワヨシノボリが確認された
。

## 別称
若狭川
上流の立山町下田地区での別称。昔、下田の長者の娘・若狭が人魚を食べてこの地を去ったという伝説に由来する。